# フルマゼニル

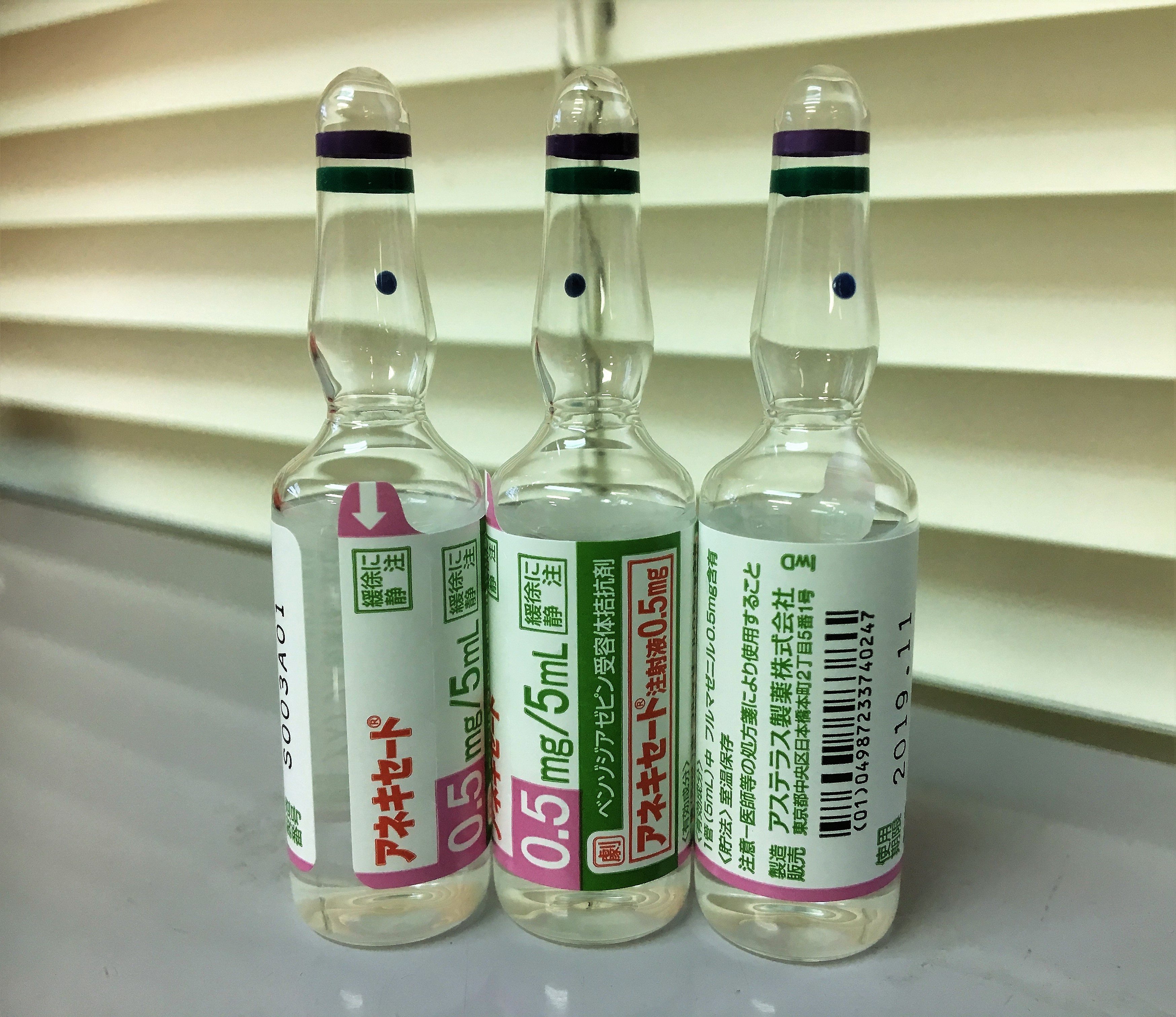
フルマゼニル注射液

フルマゼニル(Flumazenil)はベンゾジアゼピン系薬剤の拮抗薬である。商品名　アネキセート（Anexate）。

## 概要
フルマゼニルはイミダゾベンゾジアゼピン系物質であり、非定型ベンゾジアゼピン受容体リガンドに分類される。常温では結晶質の白色粉末として存在する。水には殆ど溶けない。人体においては殆ど鎮静効果を持たず、ベンゾジアゼピン系薬剤による鎮静や呼吸抑制の解除を目的に用いられる。急性のベンゾジアゼピン中毒患者の治療の他、内視鏡治療や検査、日帰り処置等の終了後に速やかにベンゾジアゼピン系鎮静剤の作用を解除する用途で良く使用される。臓器毒性や組織刺激性もなく安全性の高い薬剤とされる。
ゾルピデムやエスゾピクロン、ザレプロン、ゾピクロンはベンゾジアゼピン化合物ではないが、同様にベンゾジアゼピン受容体に作用する薬剤であるために、フルマゼニルによって拮抗される。一方、ベンゾジアゼピン結合部位を介在しないフェノバルビタール、メプロバメート、スボレキサント、ラメルテオン、オピオイドなどの中枢性神経抑制薬による作用は拮抗できない。オピオイドに対してはナロキソンが使用される。

## 投与方法
通常経静脈投与の単回投与（0.2mg)として使用される。フルマゼニルの拮抗効果は通常投与2分以内に発現する。効果不十分の場合は、1mgまでの増量（ICUなどの管理が行き届いた環境なら2mgまで）が可能である。ただし、フルマゼニルの血中半減期は50分なのに対して、ベンゾジアゼピン系薬剤はより長い半減期を持つ薬剤が多いので、フルマゼニルによる拮抗が得られた後にベンゾジアゼピン系薬剤による再鎮静が出現することが知られており、その場合は追加投与が必要になる。アメリカでは3mgまで認可されている。なお、長期間ベンゾジアゼピン系薬物の投与下にある人に、フルマゼニルを急激に投与した場合、急峻な中枢神経の抑制解除により痙攣発作などのベンゾジアゼピン系薬剤の離脱症状が出現することがある。

## 歴史
1987年にロシュが開発した。FDAは1991年12月20日にアネキセート( 英語: Anexate) の商品名で承認。日本では1992年4月に承認された。アメリカでの特許は2008年に切れており、日本でも2010年より後発品が販売されている。

## 作用機序・薬効動態
GABA-A受容体のベンゾジアゼピン結合部位に結合して占有し、GABA-A受容体にベンゾジアゼピン化合物が結合して鎮静作用を発現することを妨げる。フルマゼニルの単独投与では筋弛緩作用、抗葛藤作用及び痙攣誘発作用、呼吸抑制作用等のGABAA受容体を介する作用を示さず、フルマゼニル自体は生物学的活性を殆ど持たないと考えられている。
主に肝臓で大部分がエチルエステルの加水分解によりカルボン酸化合物に代謝された後、その約40％がグルクロン酸抱合される。代謝物は90％以上が尿中に排泄される。

## 内因性ベンゾジアゼピン様化合物との関係
前述のように、フルマゼニルはGABAA受容体のベンゾジアゼピン結合部位に作用しない薬剤は拮抗作用を示さない。しかし、実際の臨床では、セボフルランなどの吸入麻酔やフェンタニールなどのオピオイドで麻酔を行った症例に対して、術直後にフルマゼニルの単回投与を行っただけで、麻酔からの覚醒時間が有意に短縮することが知られている。これはフルマゼニルがこれらの薬剤を拮抗した訳ではなく、脳内でベンゾジアゼピン類似の活性を示す内因性エンドゼピンをフルマゼニルが拮抗するためと考えれている。

## 禁忌
本剤及びベンゾジアゼピン系薬剤に対し過敏症がある症例の他、長期間ベンゾジアゼピン系薬剤で管理が行われているてんかん患者（痙攣発作が誘発されることがある）は禁忌とされる。

## 副作用
健常人に使用した場合、血圧上昇や嘔吐などの軽微な副作用を低率に認めるのみである。

## 特記事項
- 特発性過眠症（Idiopathic hypersomnia）や睡眠時無呼吸症候群などの強い眠気に対しての有効性も知られている[7]。

- 炭素11を使用してマーキングされたフルマゼニル投与後に頭部PET-CTを撮影すると脳内のGABA-A受容体の分布を画像化することが出来る[8]。
- コカイン依存症の治療薬としても研究された[9]。
- 肝性脳症の治療薬としても検討されたが、その効果については評価が分かれている[10][11]。